# آدم ييرزي تشارتوريسكي
آدم ييرزي تشارتوريسكي (14 يناير 1770 – 15 يوليو 1861) كان نبيلًا بولنديًا وسياسيًا ومحرضًا. كونه نجل أمير، بدأ بالعمل وزيرًا للخارجية في عهد القيصر ألكسندر الأول وبنى تحالفًا ضد نابليون. أصبح زعيماً للحكومة البولندية في المنفى، وعدوًا مريرًا للقيصر الروسي نيكولاس الأول. حرك المسألة البولندية في جميع أنحاء أوروبا وهو في المنفى، وحفز القومية البلقانية المبكرة.

## النشأة والتعليم
ولد تشارتوريسكي في 14 يناير 1770 في وارسو. وكان نجل الأمير آدم كاجيميرج تشارتوريسكي وإيزابيلا فليمينغ. ترددت إشاعة أن آدم كان ثمرة علاقة بين إيزابيلا والسفير الروسي في بولندا، نيكولاي ريبنين، ولكن ريبنين كان قد غادر البلاد قبل عامين من ولادة آدم تشارتوريسكي. بعد تعليمه الدقيق في المنزل من قبل متخصصين بارزين، معظمهم من الفرنسيين، سافر إلى الخارج في عام 1786. في غوتا، سمع تشارتوريسكي يوهان فولفغانغ فون غوته يقرأ مسرحيته إفيجينيه في تاورس وتعرف على الموقر يوهان غوتفريد هردر و «كريستوف مارتين فيلاند القصير السمين».
في عام 1789 زار تشارتوريسكي بريطانيا العظمى مع والدته وكان حاضراً في محاكمة وارين هاستينغز. في زيارة ثانية في عام 1793، حصل على عدد من المعارف من الطبقة الأرستقراطية البريطانية ودرس الدستور البريطاني.
في الفترة الفاصلة بين هذه الزيارات، قاتل من أجل بولندا خلال الحرب البولندية الروسية عام 1792 (كان أحد أوائل الحاصلين على أعلى وسام عسكري للشجاعة هناك)، التي سبقت التقسيم الثاني لبولندا. اعتُقل وهو في طريقه إلى بولندا في بروكسل من قِبل الحكومة النمساوية. بعد التقسيم الثالث لبولندا، صودرت ممتلكات تشارتوريسكي، وفي مايو 1795 استُدعي آدم وشقيقه الأصغر كونستانتي إلى سانت بطرسبرغ.

## الخدمة الروسية
في وقت لاحق من عام 1795، أُمر الأخّان بدخول الخدمة العسكرية الروسية، وأصبح آدم ضابطًا في حرس الخيالة، وكونستانتي في حرس المشاة. أعجبت كاثرين الثانية بالشبان لدرجة أنها استعادت لهم جزءًا من ممتلكاتهم، وفي أوائل عام 1796 جعلتهم «أسيادًا في الخدمة» في البلاط.
التقى آدم قبل ذلك بالدوق الأكبر ألكسندر في حفلة راقصة أقامتها الأميرة جوليتسين، أظهر الشابان «صداقة فكرية» قوية لبعضهما البعض. عند استلام القيصر بافل الأول العرش، عُين تشارتوريسكي كمساعد لأكسندر، والذي كان في ذلك الوقت تساريفيتش (هو مصطلح يطلق على أبناء الإمبراطور الروسي)، وسُمح له بزيارة عقاراته البولندية لمدة ثلاثة أشهر.
في هذا الوقت كانت نبرة البلاط الروسية ليبرالية نسبيًا. وكان للإصلاحيين السياسيين، بما في ذلك بيوتر فولكونسكي ونيكولاي نوفوسيلتسيف، تأثيرًا كبيرًا على القيصر.

## الدبلوماسية
خلال فترة حكم بافل الأول، تمتع تشارتوريسكي بحظوة كبيرة وتمتع بأقرب نواحي الألفة مع القيصر، الذي عينه في ديسمبر عام 1798 سفيراً لبلاط تشارلز إمانويل الرابع ملك سردينيا. عند وصوله إلى إيطاليا، وجد تشارتوريسكي أن هذا العاهل كان ملكًا بدون مملكة، لذلك كانت نتيجة مهمته الدبلوماسية الأولى هي رحلة ممتعة عبر إيطاليا إلى نابولي، وتعلم اللغة الإيطالية، واستكشاف دقيق للآثار في روما.
في ربيع عام 1801، استدعى القيصر الجديد ألكسندر الأول صديقه إلى سانت بطرسبرغ. وجد تشارتوريسكي أن القيصر كان ما يزال يعاني من تأنيب الضمير على اغتيال والده، وغير قادر على فعل أي شيء سوى الحديث عن الدين والسياسة مع دائرة صغيرة من الأصدقاء. أجاب في مواجهة الاحتجاجات أن «هناك متسع من الوقت».

## وزارة الخارجية
عيّن القيصر ألكسندر تشارتوريسكي أمينًا في أكاديمية فيلنا (3 أبريل 1803) ليتمكن من تقديم الدعم الكامل لأفكاره المتقدمة. كان (1803-1823) أمينًا في جامعة فيلنيوس، حيث طور نظام المدارس البولندية إلى حد كبير. وجه تشارتوريسكي معظم انتباهه إلى الشؤون الخارجية لأنه، بصفته مستشار القيصر الرئيسي، مارس السيطرة العملية على الدبلوماسية الروسية. كان أول إجراء له هو الاحتجاج بشدة على قتل نابليون لأمير بوربون الملكي دوق انغيان (20 مارس 1804) والإصرار على قطع فوري للعلاقات مع حكومة الثورة الفرنسية، التي كانت وقتئذٍ تحت قيادة نابليون بونابرت، الذي اعتبره القيصر قاتلًا للملوك.
في 7 يونيو 1804، غادر الوزير الفرنسي غابرييل ماري جوزيف، كونت هيدوفيل، سانت بطرسبرغ؛ وفي 11 أغسطس، أُرسلت مذكرة لقنها تشارتوريسكي لألكسندر إلى الوزير الروسي في لندن، تحث على تشكيل ائتلاف مناهض للفرنسيين. كما كان تشارتوريسكي هو الذي وضع اتفاقية 6 نوفمبر 1804، حيث وافقت روسيا على وضع 115,000 رجلًا، والنمسا 235,000 رجلًا في الميدان ضد نابليون.
أخيرًا، في أبريل عام 1805، وقّع تحالفًا هجوميًا دفاعيًا مع جورج الثالث ملك المملكة المتحدة.
كان الإجراء الوزاري الأكثر إثارة للانتباه الذي قام به تشارتوريسكي، هو اقتراح كُتب في عام 1805، ولا يعرف تاريخه بدقة أكبر، والذي كان يهدف إلى تغيير خريطة أوروبا بأكملها: بحيث تقتسم النمسا وبروسيا ألمانيا بينهما. وتحصل روسيا على الدردنيل، وبحر مرمرة، ومضيق البوسفور مع القسطنطينية، وكورفو. وكانت ستحصل النمسا على البوسنة، والأفلاق، ورغوس. ووُسِع الجبل الأسود ليضم موستار والجزر الأيونية، لتشكيل دولة منفصلة. وكانت ستبقى المملكة المتحدة وروسيا معًا للحفاظ على توازن العالم. في مقابل استحواذهم في ألمانيا، كانت النمسا وبروسيا ستوافقان على إنشاء دولة بولندية تتمتع بالاستقلال الذاتي وتمتد من دانزيغ (غدانسك) إلى منابع نهر فيستولا، تحت حماية روسيا. قدمت هذه الخطة أفضل ضمان، في ذلك الوقت، للوجود المستقل لبولندا. لكن في غضون ذلك، توصلت النمسا إلى تفاهم مع إنجلترا حول الدعم المقدم، وبدأت الحرب.
بينما كان تشارتوريسكي وزيرًا للشؤون الخارجية في الإمبراطورية الروسية، وردت شائعات أنه كان عشيقًا للويز من بادن، عقيلة الإمبراطور ألكسندر الأول قيصر روسيا.

## رئيس الوزراء
في عام 1805، رافق تشارتوريسكي ألكسندر إلى برلين وإلى أولوموتس، مورافيا، بصفته رئيسًا للوزراء. اعتبر أن زيارة برلين خطأ فادح، ويرجع ذلك أساسًا إلى عدم ثقته في بروسيا؛ لكن تجاهل ألكسندر احتجاجاته، وفي فبراير 1807، خسر تشارتوريسكي حظوته وحل مكانه أندري بودبرج.
رغم أنه لم يعد وزيراً، استمر تشارتوريسكي في التمتع بثقة ألكسندر بشكل خاص، وفي عام 1810 اعترف القيصر صراحةً لتشارتوريسكي أنه في عام 1805 كان مخطئًا وأنه لم يتمكن من الاستفادة بشكل مناسب من فرصه.
في العام نفسه، غادر تشارتوريسكي سانت بطرسبرغ إلى الأبد. لكن العلاقات الشخصية بينه وبين ألكسندر كانت في أفضل أحوالها. التقيا مرة أخرى كأصدقاء في كاليز (بولندا الكبرى) قبل وقت قصير من توقيع تحالف روسي-بروسي في 20 فبراير 1813، وكان تشارتوريسكي في جناح القيصر في باريس في عام 1814، وقدم له خدمات مادية في مؤتمر فيينا.

## روابط خارجية
- آدم ييرزي تشارتوريسكي على موقع الموسوعة البريطانية (الإنجليزية)